# Benoît Gratton
Benoît Jacques Joseph Gratton (* 28. Dezember 1976 in Montreal, Québec) ist ein ehemaliger kanadischer Eishockeyspieler und derzeitiger -trainer, der unter anderem für die Washington Capitals, Calgary Flames und Canadiens de Montréal in der National Hockey League, die Hamburg Freezers in der DEL sowie für die Vienna Capitals in der österreichischen Bundesliga aktiv war.

## Karriere
Der 1,80 m große Stürmer begann seine Karriere 1993 bei den Titan de Laval in der kanadischen Juniorenliga Ligue de hockey junior majeur du Québec, für die er drei Spielzeiten lang auf dem Eis stand. Während des NHL Entry Draft 1995 wurde Gratton von den Washington Capitals in der fünften Runde an insgesamt 105. Position ausgewählt.
Zur Spielzeit 1996/97 absolvierte er 76 Spiele für die Portland Pirates in der American Hockey League, dem damaligen Farmteam der Capitals, in denen er 46 Scorerpunkte erzielte. Daraufhin bekam der robuste Linksschütze die Chance, sich in der National Hockey League zu beweisen. Insgesamt setzten ihn die Capitals in sechs Spielen ein. Er konnte sich allerdings nicht durchsetzen und spielte in den darauffolgenden Jahren weiterhin überwiegend in der AHL.
Im Sommer 1999 wechselte Gratton als Free Agent zu den Calgary Flames. Dort blieb er zwei Jahre und absolvierte 24 NHL-Spiele, in denen er sechs Punkte erzielte. Nach einem weiteren Engagement bei den Canadiens de Montréal, machte sich Gratton wenig Hoffnung auf einen Stammplatz in der NHL und entschied sich 2004 letzten Endes für einen Wechsel in die Nationalliga A zum HC Lugano. Dort konnte Gratton überzeugen und unterschrieb nach einer Spielzeit einen Vertrag bei den Hamburg Freezers aus der Deutschen Eishockey Liga. Gleich in seiner ersten Saison in Hamburg gehörte er zu den besten Scorern im Team und war einer der Leistungsträger. In den folgenden Jahren ließen seine Leistungen nach und das Management der Freezers verlängerte seinen Vertrag nicht.
Daraufhin schloss sich Gratton den Vienna Capitals in der österreichischen Bundesliga an, für die er ab der Saison 2008/09 aufs Eis ging. Am 26. November 2014 gaben die Vienna Capitals bekannt, dass sich Gratton einer Operation unterziehen müsse, welche auch seinen Abgang von den Wienern bedeuten würde; ein offizielles Karriereende ließ er selbst allerdings noch offen. Im Juni 2015 unterschrieb der Kanadier einen Vertrag bei Marquis de Jonquière aus der Ligue Nord-Américaine de Hockey.

## Erfolge und Auszeichnungen
- 1996 Coupe-du-Président-Gewinn mit den Prédateurs de Granby
- 1996 Memorial-Cup-Gewinn mit den Prédateurs de Granby
- 2001 Teilnahme am AHL All-Star Classic
- 2004 Teilnahme am AHL All-Star Classic
- 2011 Ron Kennedy Trophy

## Karrierestatistik
(Legende zur Spielerstatistik: Sp oder GP = absolvierte Spiele; T oder G = erzielte Tore; V oder A = erzielte Assists; Pkt oder Pts = erzielte Scorerpunkte; SM oder PIM = erhaltene Strafminuten; +/− = Plus/Minus-Bilanz; PP = erzielte Überzahltore; SH = erzielte Unterzahltore; GW = erzielte Siegtore; 1 Play-downs/Relegation; Kursiv: Statistik nicht vollständig)